# Functie van Lamé
In de wiskunde is een functie van Lamé (of een ellipsoïdische harmonische functie) een oplossing van de vergelijking van Lamé, een gewone differentiaalvergelijking van de tweede orde. Deze functie is het eerst beschreven in een artikel van de Franse wiskundige Gabriel Lamé (1795-1870). De vergelijking van Lamé wordt gebruikt bij het scheiden van variabelen, toegepast op de laplace-vergelijking in een elliptisch coördinatenstelsel.
De vergelijking luidt als volgt:
{\displaystyle {\frac {\mathrm {d} ^{2}y}{\mathrm {d} x^{2}}}=(A+B\wp (x))y}
Daarin zijn {\displaystyle A} en {\displaystyle B} constanten en is {\displaystyle \wp } de elliptische functie van Weierstrass. Als {\displaystyle B} van de vorm {\displaystyle n(n+1)} is (met {\displaystyle n} een geheel getal), breiden de oplossingen zich uit tot meromorfe functies in het volledige complexe vlak. Voor elke andere waarde van {\displaystyle B} hebben de oplossingen vertakkingspunten. 
Door het wijzigen van de onafhankelijke variabele kan de vergelijking van Lamé ook herschreven worden in algebraïsche vorm:
{\displaystyle {\frac {\mathrm {d} ^{2}y}{\mathrm {d} t^{2}}}+{\frac {1}{2}}\left({\frac {1}{t-e_{1}}}+{\frac {1}{t-e_{2}}}+{\frac {1}{t-e_{3}}}\right){\frac {\mathrm {d} y}{\mathrm {d} t}}={\frac {A+Bt}{4(t-e_{1})(t-e_{2})(t-e_{3})}}y}
Met de juiste keuze van variabelen wordt de vergelijking een speciaal geval van de vergelijking van Heun. 